# Сенусертанх
Сенусертанх (д/н — бл. 1875 роки до н. е.) — давньоєгипетський діяч часів з XII династії, верховний жрець Птаха часів фараонів Сенусерта I та Аменемхета II.

## Життєпис
Походив зі жрецького роду. Розпочав кар'єру за фараона Аменемхета I. Обіймав посади писаря в архіві храму Птаха, пророка (жерця) Птаха і Сокар в Мемфісі, жерцем-читачем священних текстів. Згодом обійняв посаду жерця, відповідального за поховальні та божественні церемонії. Потім стає настоятелем Будинку життя.
За фараона Сенусерта I обійняв посаду верховного жерця Птаха та головою Великого Будинку. Стає начальником усіх робіт, тобто головним архітектором, а також начальником над скульпторами. Його вплив був значущим. Зрештою отримав високий аристократичний титул іри-пата. Помер наприкінці правління фараона Аменемхета II.
Поховано в мастабі біля піраміди Сенусрета I в Ель-Лішті. Відкрита у 1933 році. На той час практично повністю знищена, знайдено лише скульптуру Сенусертанха. Зберігається у Музеї мистецтв Метрополітен (США).